# Tikal
Tikal (vagy Tik’al) az egyik legnagyobb a közép-amerikai maja civilizáció városai közül. Guatemalában, Petén megye területén található. A romváros Guatemala Tikal Nemzeti Parkjában található, az UNESCO világörökség része és népszerű turistalátványosság. A legközelebbi jelentősebb városok, Flores és a mellette levő Santa Elena közúton kb. 65 kilométerre találhatók.

## Természeti környezete
A romok mélyen az esőerdőben állnak. A Tikal Parkban megtalálható a hatalmas gyapotfa (Ceiba pentandra), amely a maják szent fája volt; a trópusi cédrus (Cedrela odorata) és a mahagóni (Swietenia). Az állatvilág jellegzetes képviselői az agutik, a pókmajomfélék, a bőgőmajomformák, a pávaszemes pulykák, a tukánfélék, a zöld papagájalakúak és levélvágó hangyák, továbbá előfordulnak jaguárok és ormányos medvék is.

## Nevének etimológiája

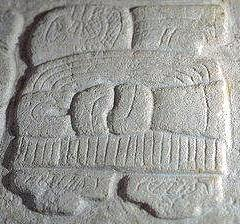
Tikal (Yax Mutal) hieroglifája

Tikal neve a modern jukaték-maja nyelvű ti ak'al szóból származtatható, ami víznyerő helyet jelent. Ezt a nevet a romváros azonban csak az 1840-es években történt felfedezése után kapta. A maja írással rögzített feliratok szerint a korabeli Yax Mutal vagy Yax Mutul, azaz „első mutal” volt. Ezt a nevet megkülönböztetésül használhatták, mivel Dos Pilas maja városa ugyancsak a „mutal” hieroglifát használta neveként. A mutal vagy mutul hangzású hieroglifa jelentése egyébként hajfonat, hajcsomó.

## Tikal története
A preklasszikus kori Tikal is jelentős település volt, de messze elmaradt a kor nagyvárosától, El Miradortól. A későbbi nagy építmények elődei gyakran ebből a korból származnak. Az északi akropolisz templomegyüttes építése már i. e. 350 körül elkezdődött. Az 1. században megindult nagy építkezések Yax Ehb Xook dinasztiaalapítóhoz köthetőek.
A település 8. századi fénykorában egyike volt a maja civilizáció legfontosabb központjainak. tucatnyi vörös piramis emelkedett a 60 ezer lakosú város fölé. A tikali dinasztia 33 uralkodóból állt, történelme 8 évszázadra nyúlt vissza, sorsa a több maja központhoz hasonlóan a dicsőség és bukás között váltakozott.
A preklasszikus maja kort lezáró összeomlást túlélő Tikal nagy szerepet játszott az új síkvidéki klasszikus maja hagyomány kialakításában. Dinasztiáját az I. században alapította Yax Ehb Xook. A városállam a 4. században sok más maja központhoz hasonlóan  a mexikói nagyhatalom, Teotihuacan befolyása alá került. A feliratokon sok más maja állam szerepel, amelyekkel Tikal háborúzott vagy szövetséget kötött, többek között Uaxactúnnal, Caracollal, Dos Pilassal, Naranjoval és Calakmullal. A 6. században a város elbukott Calakmullal vagy Caracollal szemben,s a hódítók vették át a hatalmat. Az úgynevezett hiátus 130 évig tartott, egészen I. Jasaw Chan K'awiil feltűnéséig, aki visszatért Tikalba és legyőzte Calakmult. A 7. század végén a város így újra felvirágzott és visszaszerezte vezető szerepét a térségben, és azt meg is tartotta a klasszikus kor 150 évvel későbbi lezárulásáig.

## A hely

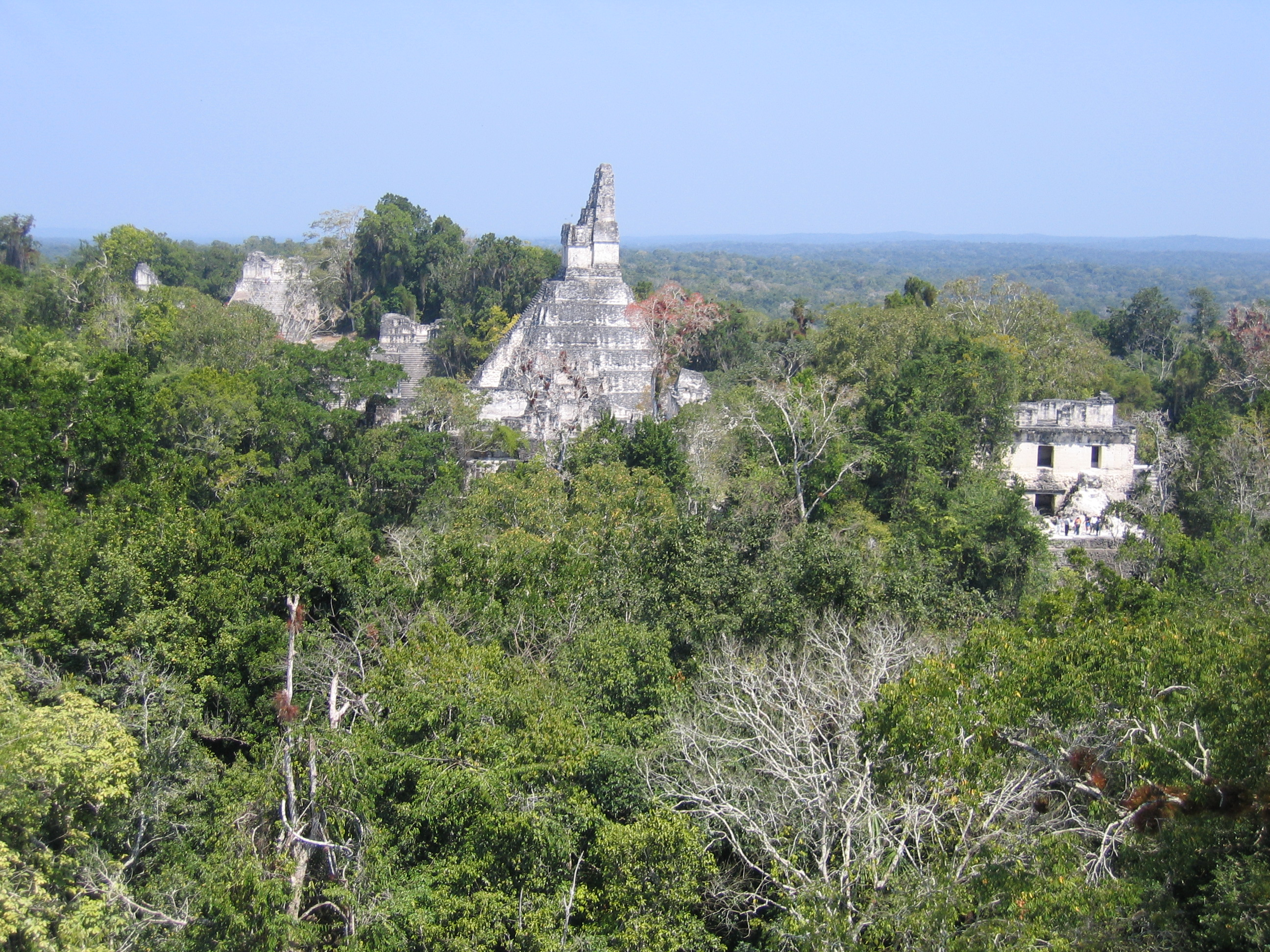
Tikal az esőerdő mélyén

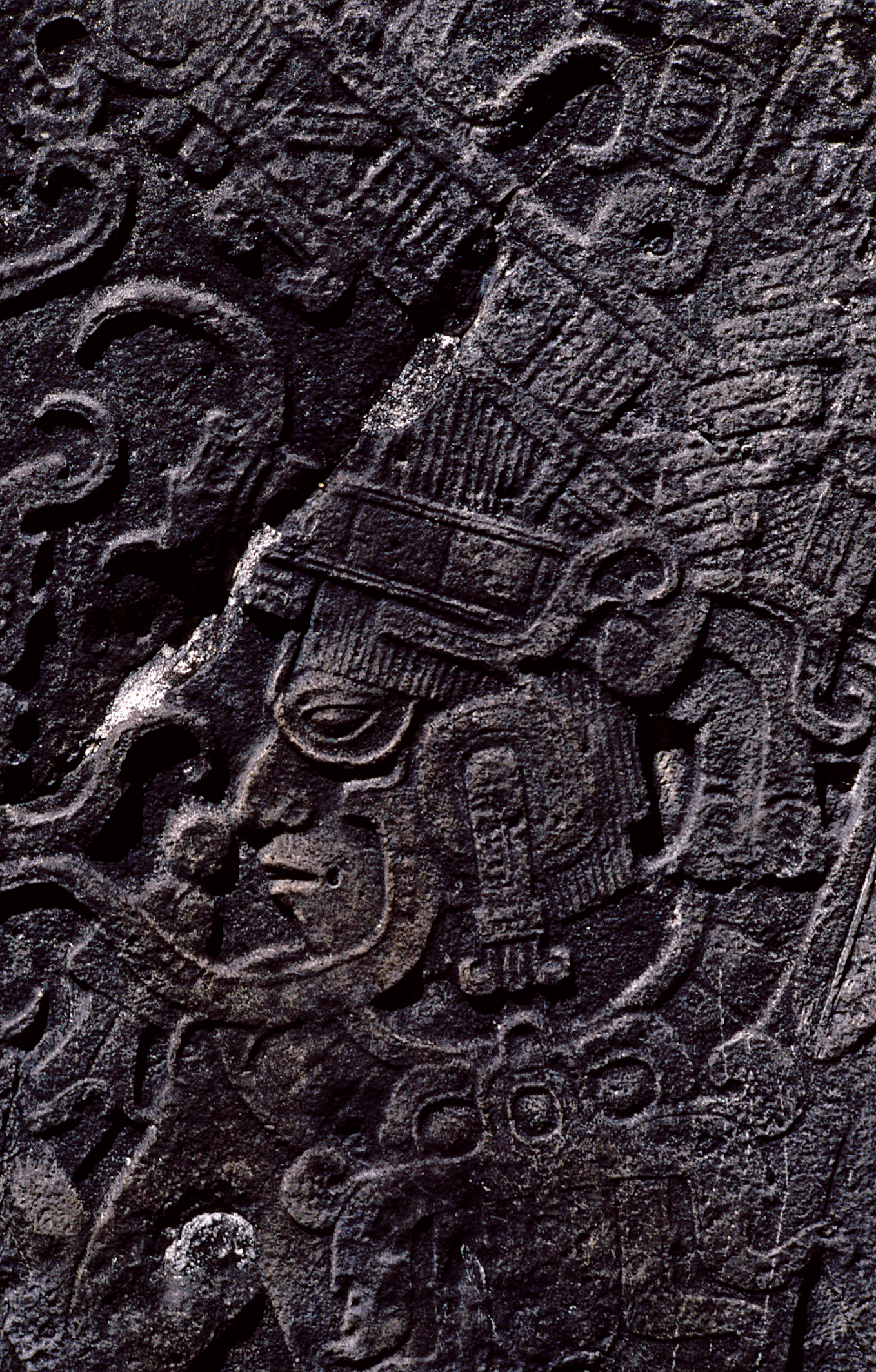
Sztélé részlete (1996)

A hely jelentős épületek százainak ad otthont. A hat hatalmas lépcsős piramis tetején templomok vannak. Ezek a késői 7. század és a kora 9. század között épültek. Tikal 1. számú temploma (más néven „Ah Cacau vagy a Kakaócserjék Urának Temploma” vagy a „Nagy Jaguár Temploma”) 692 körül épült; a 2. számú templom vagy a Hold Temploma 702-ben, a 3. számú templom 810-ben épült; A legnagyobb a 4. számú templompiramis vagy a Kétfejű Kígyó Temploma 72 méter magas és 720-ra datálják. Az 5. számú templom körülbelül 750-ből származik és ez az egyetlen, amelyben sírokat találtak. A 6. számú templom vagy a Feliratok Temploma 766-ban épülhetett.
Az városban királyi paloták is megtalálhatók, továbbá van néhány kisebb piramis, paloták, lakóhelyek és feliratozott kőemlékművek. Még egy olyan épület is látható, mely valószínűleg börtön lehetett, mert eredetileg fa rácsok voltak az ablakokban és ajtókban. Van továbbá hét pálya is, ahol a mezoamerikai labdajátékokat játszották.
Tikal lakónegyede körülbelül 60 km² területet ölel fel, melynek nagy részét még nem tisztították meg vagy tárták fel.
Tikal piramisai közül néhány meghaladja a 60 méteres magasságot.
Hatalmas méretű földmunkák nyomait fedezték fel, melyek 6 méter széles árok formájában ölelik körbe Tikalt a védősánc mögött. Ebből csupán 9 km-nyit térképeztek fel; ez az árok körülbelül 125 km²-nyi területet zárhatott körül.
Korábban a földmunkákat felfedező projekt kimutatta azt, hogy a földmunkák aránya nagyon eltérő és azok sok helyen jelentéktelenek voltak védelmi szempontból. Emellett a földmunkák egy része csatornarendszerbe torkollt.

## Uralkodók
Tikal ismert uralkodói a következők:
- Yax Ehb Xook az 1. század végén
- Leveles Jaguár 2.-3. század
- Állatfejdísz 290 körül
- I. Sihyaj Chan K'awiil 307 körül
- Unen Bahlam <317<
- K'inich Muwaan Jol ?-359
- I. Chak Tok Ich'aak 360-378
- I. Yax Nuun Ahiin  379-404?
- II. Sihyaj Chan K'awiil 411–456
- K'an Chitam 458–486?
- II. Chak Tok Ich'aak k. 486–508
- Tikali úrnő 511–527<
- Kaloomte' Bahlam 511–527<
- 20. Király (Madárkarom?)  ?
- Wak Chan K'awiil  537–562
- Állatkoponya 593 körül
- 23. király  ?
- 24. király  ?
- Nuun Ujol Chaak <657-679<
- I. Jasaw Chan K'awiil 682–734
- Yik'in Chan K' awiil 734-746<
- 28. Király <766–768
- II. Yax Nuun Ahiin 768–794<
- Nuun Ujol K'inich 800? k.
- Sötét Nap 810 körül
- Jewel K'awiil <849<
- II. Jasaw Chan K'awiil <869<

A spanyol nevek (amiből magyarra lett fordítva) ideiglenes „becenevek” azon hieroglifák azonosítása alapján, ahol az uralkodók maja nyelvű neveit fonetikusan még nem fejtették meg véglegesen.

## Tikal feltárása

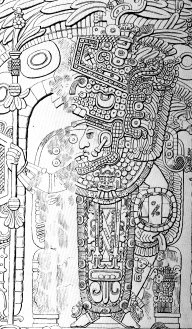
Tikal királya egy fagerendán a 3. számú templomban
Yik'in Chan K'awiilt ábrázolja

Tikal néhány másod- vagy harmadkézből származó említése már a 17. századtól megjelent nyomtatásban, majd John Lloyd Stephens írásaiban. Az első tudományos expedíció azonban csak 1848-ban jutott el Tikalba. Ezután már igen sok utat szerveztek ide.
1951-ben egy kis repteret építettek a romok közelében. 1956-tól 1970-ig a nagyszabású Tikal projekt keretében a Pennsylvaniai Egyetem végzett régészeti ásatásokat, több mint 200 épületet térképeztek fel. 1979-től a guatemalai kormány folytatta Tikalban a feltáró munkát.

## Populáris kultúra
- Tikalt háttérként használták a Yavin 4-en lévő lázadók bázisához, a Csillagok háborúja című filmben.
- Tikal, a hangyászsün karakterét a Sonic Kalandjai videójátékban a romok után nevezték el.
- Tikal egy szint a „Fantastic Four” játékban
- Tikal a neve a Rio Grande Games által gyártott társasjátéknak.
- Arjen Anthony Lucassen „A Macskák Temploma” című dala a Jaguár Templomára és Tikal városára utal. A dal alapja egy maja fesztiválról ered.
- Tikal megjelenik az „Indiana Jones és Atlantisz pusztulása” című videójátékban.
- Tikal néven stratégiai társasjáték is készült. 2007-ben az Év játékának választották.

## Fordítás
- Ez a szócikk részben vagy egészben  a   Tikal című angol Wikipédia-szócikk ezen változatának fordításán alapul.  Az eredeti cikk szerkesztőit annak laptörténete sorolja fel. Ez a jelzés csupán a megfogalmazás eredetét és a szerzői jogokat jelzi, nem szolgál a cikkben szereplő információk forrásmegjelöléseként.